# Doświadczenia skutków rzeczy pod zmysły podpadających
Doświadczenia skutków rzeczy pod zmysły podpadających (pełny tytuł: Doświadczenia skutków rzeczy pod zmysły podpadających na publicznych posiedzeniach w szkołach poznańskich Societatis Jesu na widok wystawione y wykładane przez x. Józefa Rogalińskiego, tegoż zakonu, matematyki i fizyki doświadczającey nauczyciela, a dla łatwiejszego słuchających y patrzących poięcia za dozwoleniem zwierzchności do druku poddane) – pierwszy obszerny podręcznik fizyki mechanicznej w Polsce. 
Dzieło autorstwa Józef Rogalińskiego wydane w Poznaniu (drukarnia jezuicka) w latach 1765-1776. Liczyło 2200 stron podzielonych na cztery tomy (księgi). W 1771 nastąpiło drugie wydanie pierwszego tomu. Czwarty tom zawierał też prawidła wojenne. Za swoją publikację Rogaliński otrzymał królewski Order Świętego Stanisława.